# 哈拉尔·格伦宁恩
哈拉尔·格伦宁恩（挪威語：Harald Grønningen，1934年10月9日—2016年8月26日），挪威男子越野滑雪运动员。他曾代表挪威参加1960年、1964年和1968年冬季奥林匹克运动会越野滑雪比赛，共获得二枚金牌和三枚银牌。